# 葛麗·嘉遜
葛麗·嘉遜，CBE（1904年9月29日—1996年4月6日），英國女演員，曾獲得1942年的奧斯卡最佳女主角獎。葛麗·嘉遜是当年米高梅最受欢迎的女明星之一，她在1939年获得了自己的第一个奥斯卡最佳女主角奖提名，在1941年到1945年期间连续5次被提名为奥斯卡最佳女主角，在她退出演艺生涯之前又获得了第7个提名。除此以外，葛麗·嘉遜主演过6部获得了奥斯卡最佳影片奖提名的电影。

## 生平
葛麗的父親在她兩歲時逝世。她依然受到了良好的教育，在她走上舞台进行表演以前她是一名学校教师。在35岁那年所拍摄的第一部美国电影使她成为了一个明星。从39年一直到45年她一共获得了6个奥斯卡最佳女主角奖的提名并获得过一次这个奖项。在二战期间葛麗是最有票房号召力的十名女星之一，实际上在女明星中只有蓓蒂·葛莱宝排在她前面。葛麗·嘉遜曾经和沃尔特·皮金有过多次合作，两人合拍过8部电影。60年代时她又获得了自己的第7次提名，一直到50和60年代她都是较为主要的明星。
1942年，葛麗主演的《忠勇之家》獲得第十五屆奧斯卡最佳女演員獎項，其花了5分鐘30秒發表感言而進入吉尼斯世界紀錄，至此奧斯卡金像獎頒獎典禮限制每個得獎者發表得獎感言時間。
葛麗·嘉遜一共有过三段婚姻经历，其中和第二任丈夫还生下了一个儿子。

## 作品
- 1939年：《萬世師表》（Goodbye, Mr. Chips）
  - 提名—奧斯卡最佳女主角獎
- 1941年：《落花飄零》（Blossoms in the Dust）
  - 提名—奧斯卡最佳女主角獎
- 1942年：《忠勇之家》（Mrs. Miniver）
  - 奧斯卡最佳女主角獎
- 1943年：《居里夫人》（Madame Curie）
  - 提名—奧斯卡最佳女主角獎
- 1944年：《帕廷頓夫人》 (Mrs. Parkington)
  - 提名—奧斯卡最佳女主角獎
- 1945年：《空谷芳草》（The Valley of Decision）
  - 提名—奧斯卡最佳女主角獎
- 1960年：《旭日東昇》（Sunrise at Campobello）
  - 金球奖剧情类电影最佳女主角
  - 提名—奧斯卡最佳女主角獎